# Vinita
Vinita é uma cidade localizada no estado norte-americano de Oklahoma, no Condado de Craig.

## Demografia
Segundo o censo norte-americano de 2000, a sua população era de 6472 habitantes.
Em 2006, foi estimada uma população de 5992, um decréscimo de 480 (-7.4%).

## Geografia
De acordo com o United States Census Bureau tem uma área de
11,3 km², dos quais 11,3 km² cobertos por terra e 0,0 km² cobertos por água. Vinita localiza-se a aproximadamente 213 m acima do nível do mar.

## Localidades na vizinhança
O diagrama seguinte representa as localidades num raio de 20 km ao redor de Vinita.